# Port lotniczy Abudża
Port lotniczy Abudża (IATA: ABV, ICAO: DNAA) – międzynarodowy port lotniczy położony w Abudży. Jest jednym z największych portów lotniczych w Nigerii.

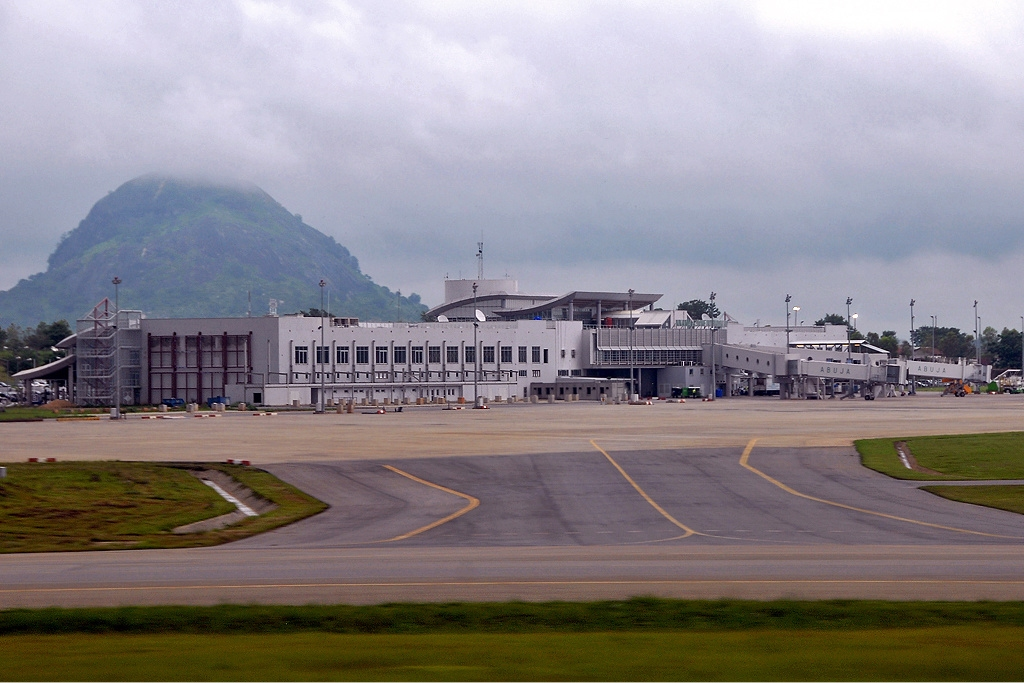
Widok z kołującego samolotu

Abuja Gateway Consortium podpisał 13 listopada 2006 kontrakt opiewający na 101,1 mln USD kontrakt na zarządzanie portem lotniczym w ciągu najbliższych 25 lat. Kontrakt obejmował budowę hotelu na lotnisku, prywatne parkingi, centra handlowe i skład celny, łącznie 50 mln USD, podczas pierwszych pięciu lat oprócz płatności z góry wynoszących 10 mln USD. Razem inwestycje w zależności od ilości biznes planu miały wynieść 371 mln USD w okresie obowiązywania umowy. Prezydent Yar'Adua odwołał jednak umowę w kwietniu 2008.
Nigerian Civil Aviation Authority ma swoją siedzibę na terenie lotniska.
Plany przewidują budowę drugiego pasa startowego. Kontrakt został przyznany Julius Berger na 423 mln USD w kwietniu, ale zostały odwołane w czerwcu z powodu wysokich kosztów. Rząd federalny zatwierdził nowe oferty na budowę drugiego pasa startowego.

## Linie lotnicze i połączenia
| Linia Lotnicza          | Kierunek |
| ----------------------- | --- |
| Aero Contractors        | 1. Bauczi 2. Benin 3. Lagos 4. Owerri 5. Port Harcourt 6. Sokoto 7. Uyo 8. Yola |
| Africa World Airlines   | 1. Akra |
| Air Côte d'Ivoire       | 1. Abidżan |
| Air France              | 1. Ndżamena 2. Paryż-Charles de Gaulle |
| Air Peace               | 1. Akure 2. Asaba 3. Benin 4. Calabar 5. Dubaj 6. Enugu 7. Gombe 8. Ibadan 9. Ilorin 10. Kano 11. Kebbi 12. Johannesburg 13. Lagos 14. Niamey 15. Onitsha 16. Owerri 17. Port Harcourt 18. Warri 19. Yola |
| Arik Air                | 1. Bauchi 2. Benin 3. Ilorin 4. Lagos 5. Port Harcourt 6. Yola |
| ASKY Airlines           | 1. Lomé 2. Ndżamena 3. Jaunde |
| Azman Air               | 1. Benin 2. Kano 3. Lagos |
| British Airways         | 1. Londyn-Heathrow |
| EgyptAir                | 1. Kair |
| Emirates                | 1. Dubaj |
| Ethiopian Airlines      | 1. Addis Abeba |
| Green Africa Airways    | 1. Lagos |
| Ibom Air                | 1. Lagos 2. Uyo 3. Yenagoa |
| Lufthansa               | 1. Frankfurt |
| Max Air                 | 1. Bauchi 2. Jos 3. Kano 4. Katsina 5. Lagos 6. Maiduguri 7. Yola |
| Overland Airways        | 1. Akure 2. Asaba 3. Bauchi 4. Calabar 5. Dutse 6. Ibadan 7. Ilorin 8. Jalingo 9. Jos 10. Kano 11. Katsina 12. Lagos 13. Minna                                                                            |
| Qatar Airways           | 1. Doha |
| Royal Air Maroc         | 1. Casablanca (od 23 czerwca 2024) |
| RwandAir                | 1. Akra 2. Kigali |
| Turkish Airlines        | 1. Stambuł |
| United Nigeria Airlines | 1. Asaba 2. Enugu 3. Lagos 4. Onitsha 5. Owerri 6. Yenagoa |
| ValueJet                | 1. Kano 2. Lagos 3. Yola |